# Georges Hirsch
Pour les articles homonymes, voir Hirsch.
Georges Hirsch, né le 22 février 1895 dans le 19e arrondissement de Paris et mort le 12 mai 1974 dans le 16e arrondissement de Paris, est un directeur de théâtre français, membre de la Résistance et conseiller municipal de Paris.
Il a été notamment administrateur de l'Opéra de Paris (RTLN) de 1946 à 1951 et de 1956 à 1959. Marié à la cantatrice Madeleine Mathieu, il est le père du Professeur Jean-François Hirsch, créateur du premier service de neurochirurgie pédiatrique à l'hôpital Necker Enfants Malades et de  Georges-François Hirsch, également directeur de plusieurs salles parisiennes.

## Biographie
Georges Hirsch naît à Paris en 1895,. Membre de la SFIO, il est nommé conseiller municipal de Paris et conseiller général de la Seine de 1933 à 1940. Au conseil municipal de Paris, Georges Hirsch doit faire face à l'antisémitisme de Louis Darquier de Pellepoix, lequel n'hésite pas à en venir aux mains : « À plusieurs reprises, Darquier s'oppose au sein même du Conseil avec ses collègues israélites sur la définition du « Français ». Tradition réactionnaire contre tradition républicaine. Maurice Hirschowitz, Georges Hirsch, Raphaël Schneid, tous les trois ont un jour ou l'autre affirmé qu'ils étaient, eux, « plus français » que lui. […] À la fin de la séance [du 4 juin 1936], il [Darquier de Pellepoix] attend dans les vestiaires du Conseil le « sale petit Juif » en question, Georges Hirsch, et commet sur lui une agression qui vire rapidement à la rixe entre collègues. »
Son secrétaire, ami et co-auteur fut Jean Bouchor. 
Réélu de 1944 à 1945, puis de 1959 à 1965, il est nommé à la tête de la Réunion des théâtres lyriques nationaux de 1946 à 1951 et de 1956 à 1959. Il préside à ce titre le jury du Concours international de chant de Toulouse à 2 reprises.
Il meurt à Paris en 1974 et est inhumé au cimetière du Père-Lachaise (89e division). Dans la même sépulture repose le peintre Victor Jean Desmeures.